# NGC 7630
NGC 7630 је спирална галаксија у сазвежђу Пегаз која се налази на NGC листи објеката дубоког неба.
Деклинација објекта је + 11° 23' 51" а ректасцензија 23h 21m 16,3s. Привидна величина (магнитуда) објекта NGC 7630 износи 14,4 а фотографска магнитуда 15,3. NGC 7630 је још познат и под ознакама UGC 12540, MCG 2-59-27, CGCG 431-44, KAZ 551, PGC 71176.